# Liste der Baudenkmäler in Fürth/T
Diese Liste ist eine Teilliste der Liste der Baudenkmäler in Fürth. Grundlage der Liste ist die Bayerische Denkmalliste, die auf Basis des bayerischen Denkmalschutzgesetzes vom 1. Oktober 1973 erstmals erstellt wurde und seither durch das Bayerische Landesamt für Denkmalpflege geführt und aktualisiert wird. Die folgenden Angaben ersetzen nicht die rechtsverbindliche Auskunft der Denkmalschutzbehörde.
Dieser Teil der Liste beschreibt die denkmalgeschützten Objekte an folgenden Fürther Straßen und Plätzen:
- Tannenstraße
- Theaterstraße
- Theresienstraße
- Traubenhof
- Turnstraße

## Tannenstraße
| Lage                       | Objekt                                                                                | Beschreibung | Akten-Nr.                | Bild                 |
| -------------------------- | ------------------------------------------------------------------------------------- | --- | ------------------------ | -------------------- |
| Tannenstraße 1 (Standort)  | Mietshaus in Ecklage                                                                  | Viergeschossiger Mansarddachbau mit reich gegliederter Sandsteinfassade, Erker mit Eisenbalkonbrüstung und polygonalem Eckerkerturm, barockisierender Jugendstil, von Fritz Walter, 1904; bauliche Gruppe mit Nürnberger Straße 51. | D-5-63-000-1331 Wikidata | Mietshaus in Ecklage |
| Tannenstraße 2 (Standort)  | Mietshaus in Ecklage                                                                  | Viergeschossiger Mansarddachbau mit Putzfassade, Sandsteinerdgeschoss und -gliederung, Erker, Dachgauben und polygonalem Eckerkerturm mit Zwiebelhelm, im Neu-Nürnberger-Stil, von Fritz Walter, 1900; bauliche Gruppe mit Tannenstraße 4 / 6 und Nürnberger Straße 59. | D-5-63-000-1332 Wikidata | Mietshaus in Ecklage |
| Tannenstraße 4 (Standort)  | Mietshaus                                                                             | Viergeschossiger Mansarddachbau mit Putzfassade, Sandsteinerdgeschoss und -gliederung, Erker und Dachgauben, im Neu-Nürnberger-Stil, von Fritz Walter, bez. 1901; Rückgebäude, zwei- bis dreigeschossiger Backsteinbau mit Pultdach, gleichzeitig; bauliche Gruppe mit Tannenstraße 2 / 6.                                                                                         | D-5-63-000-1333 Wikidata | Mietshaus            |
| Tannenstraße 6 (Standort)  | Mietshaus                                                                             | Viergeschossiger Mansarddachbau mit Putzfassade mit Sandsteinerdgeschoss und -gliederung, Polygonalerker und Dachgauben, im Neu-Nürnberger-Stil, von Fritz Walter, 1901; Rückgebäude, dreigeschossiger verputzter Ziegelbau mit Pultdach, gleichzeitig; bauliche Gruppe mit Tannenstraße 2 / 4.                                                                                    | D-5-63-000-1334 Wikidata | Mietshaus            |
| Tannenstraße 10 (Standort) | Mietshaus                                                                             | Viergeschossiger traufseitiger Satteldachbau mit Sandsteinfassade mit zwei Eisengitterbalkonen am breiten Mittelrisalit, Neurenaissance, von Fritz Walter, 1898/99; Rückgebäude, zweigeschossiger Backsteinbau mit Pultdach, gleichzeitig; Pfeilgitterzaun im Hof, gleichzeitig.                                                                                                   | D-5-63-000-1335 Wikidata | Mietshaus            |
| Tannenstraße 12 (Standort) | Mietshaus in Ecklage                                                                  | Dreigeschossiger Mansarddachbau mit Sandsteinfassade mit rustiziertem Erdgeschoss, Erker, Gauben und Zwerchhäusern mit halbrunden Giebeln, Jugendstil, von Ebert und Müller, 1907/08, Erdgeschossumbau von J. und M. Müller, 1910. | D-5-63-000-1336 Wikidata | Mietshaus in Ecklage |
| Tannenstraße 17 (Standort) | Hans-Böckler-Schule, ehemals Wöchnerinnen- und Säuglingsheim, sogenanntes Nathanstift | Zweigeschossiger zweiflügeliger Putzbau mit Sandsteinerdgeschoss und -gliederung, Mansardwalmdach, Loggien und Eingangsrisalit mit Giebel und Türmchen, in historisierenden Formen, von Otto Holzer, 1907–09; Sandsteinreliefs am Hauptportal von Leonhard Zeiher, gleichzeitig.                                                                                                   | D-5-63-000-1337 Wikidata | weitere Bilder       |
| Tannenstraße 19 (Standort) | Helene-Lange-Gymnasium, ehemals Höhere Töchterschule                                  | Zweigeschossiger, dreiflügeliger Sandsteinbau mit Mansardwalmdach, Zwerchgiebeln und polygonalem Eckerker, in historisierenden Formen, von Otto Holzer, Nordteil 1906/07, Südteil 1908/09; Bauplastik von Josef Köpf, gleichzeitig; Turnhalle, erdgeschossiger Sandsteinbau mit Terrassendach, gleichzeitig; Einfriedung, Sandsteinquadermauer und Sandsteinpfeiler, gleichzeitig. | D-5-63-000-1338 Wikidata | weitere Bilder       |

## Theaterstraße
| Lage                                             | Objekt                                                         | Beschreibung | Akten-Nr.                | Bild                                                           |
| ------------------------------------------------ | -------------------------------------------------------------- | --- | ------------------------ | -------------------------------------------------------------- |
| Theaterstraße 3 (Standort)                       | Mietshaus                                                      | Dreigeschossiger Mansarddachbau mit Sandsteinfassade, Zwerchhaus und Erker mit Eisenbalkonbrüstung, Jugendstil mit neuklassizistischen Anklängen, von Peringer und Rogler, 1904; bauliche Gruppe mit Rosenstraße 22 / 24. | D-5-63-000-1339 Wikidata | BW                                                             |
| Theaterstraße 9 (Standort)                       | Wohnhaus in Ecklage                                            | Dreigeschossiger Sandsteinquaderbau mit Satteldach, verputztem Obergeschoss, Bandrahmen um die Fenster und Rosettenfries an der Traufe, klassizistisch, von Friedrich Müller, 1827, Erweiterung und Umbau von Joh. Jakob Meyer und Johann Georg Hofmann, 1853. | D-5-63-000-1340 Wikidata | Wohnhaus in Ecklage                                            |
| Theaterstraße 11 (Standort)                      | Wohnhaus in Ecklage                                            | Dreigeschossiger Sandsteinquaderbau mit Mansarddach und Sohlbankgesims, klassizistisch, von Friedrich Kopp, 1810/11, erweitert und aufgestockt 1852, Mansarddach 1900. | D-5-63-000-1341 Wikidata | Wohnhaus in Ecklage                                            |
| Theaterstraße 13 (Standort)                      | Mietshaus                                                      | Dreigeschossiger Mansarddachbau mit Sandsteinfassade, rustiziertem Erdgeschoss und Dachgauben, Neurenaissance, von M. Beuschel, 1899/1900. | D-5-63-000-1342 Wikidata | Mietshaus                                                      |
| Theaterstraße 14 / Katharinenstraße 1 (Standort) | Ehemaliges Städtisches Leihhaus, jetzt Schulamt und Wohnhaus   | Eckbau, dreigeschossiger Sandsteinbau mit Satteldach, Lisenengliederung, Risaliten mit Flachgiebeln und Flachgiebel mit Uhr und Glockendachreiter an der abgeschrägten Ecke, spätklassizistisch-romanisierend, wohl von Eduard Philipp Otto, 1863–65. | D-5-63-000-1343 Wikidata | weitere Bilder                                                 |
| Theaterstraße 15 (Standort)                      | Wohnhaus                                                       | Dreigeschossiger traufseitiger Satteldachbau mit Sandsteinfassade, mittigem Stichbogentor und Rosettenfries an der Traufe, spätklassizistisch, von Johann Söhnlein, 1875/76. | D-5-63-000-1344 Wikidata | Wohnhaus                                                       |
| Theaterstraße 16 (Standort)                      | Wohnhaus                                                       | Dreigeschossiger Mansarddachbau mit Sandsteinfassade, Sohlbankgesimsen und zwei Zwerchhäusern mit Walmdächern, spätklassizistisch, von Andreas Korn, 1844/45, Mansarddach später; bauliche Gruppe mit Eckhaus Theaterstraße 18. | D-5-63-000-1345 Wikidata | Wohnhaus                                                       |
| Theaterstraße 17 (Standort)                      | Wohnhaus                                                       | Dreigeschossiger traufseitiger Satteldachbau mit Sandsteinfassade, Konsoltraufgesims und mittigem Stichbogentor, spätklassizistisch, von Konrad Jordan, 1876. Wohnhaus von Jakob Wassermann, Wohn- und Geburtshaus von Ruth Weiss (Gedenktafel). | D-5-63-000-1346 Wikidata | Wohnhaus                                                       |
| Theaterstraße 18 (Standort)                      | Wohnhaus in Ecklage                                            | Dreigeschossiger Satteldachbau mit Sandsteinfassade, Sohlbankgesimsen und Ecklisenen, spätklassizistisch, von Andreas Korn, 1844/45; bauliche Gruppe mit Theaterstraße 16. | D-5-63-000-1347 Wikidata | Wohnhaus in Ecklage                                            |
| Theaterstraße 19 (Standort)                      | Mietshaus                                                      | Viergeschossiger traufseitiger Satteldachbau mit reich gegliederter Sandsteinfassade, rustiziertem Erdgeschoss und mittigem Stichbogentor, Neurenaissance, von Adam Egerer, 1898/99. | D-5-63-000-1348 Wikidata | Mietshaus                                                      |
| Theaterstraße 20 / Blumenstraße 37 (Standort)    | Wohnhaus in Ecklage                                            | Dreigeschossiger Satteldachbau mit Sandsteinfassade, Sohlbankgesimsen und Konsoltraufgesims, spätklassizistisch, von Johann Gran und Konrad Jordan, 1856. | D-5-63-000-1349 Wikidata | Wohnhaus in Ecklage                                            |
| Theaterstraße 21 (Standort)                      | Wohnhaus                                                       | Dreigeschossiger Mansarddachbau mit reich gegliederter Sandsteinfassade Zwerchhaus und Lisenengliederung, Neurenaissance, von Simon Roth, im Kern 1820, Umbau und Fassadengestaltung von Johann Zink, 1877. | D-5-63-000-1350 Wikidata | Wohnhaus                                                       |
| Theaterstraße 22 (Standort)                      | Wohnhaus                                                       | Dreigeschossiger traufseitiger Satteldachbau mit Sandsteinfassade, Sohlbankgesims und mittigem Stichbogentor, spätklassizistisch, von Konrad Jordan, 1865. | D-5-63-000-1351 Wikidata | Wohnhaus                                                       |
| Theaterstraße 23 (Standort)                      | Mietshaus                                                      | Dreigeschossiger Mansarddachbau mit reich gegliederter Sandsteinfassade und Ladenstock im Erdgeschoss, Neurenaissance, von Georg Kißkalt, 1883/84. | D-5-63-000-1352 Wikidata | Mietshaus                                                      |
| Theaterstraße 24 (Standort)                      | Wohnhaus                                                       | Dreigeschossiger traufseitiger Satteldachbau mit Sandsteinfassade, flachem Mittelrisalit mit Stichbogentor und Gusseisen-Ladenfront im Erdgeschoss, spätklassizistisch, von Konrad Jordan, 1874, Ladeneinbau Ende 19. Jahrhundert; Rückflügel, dreigeschossiger Backsteinbau mit Pultdach, gleichzeitig; Ehemalige Werkstatt, ein- bis zweigeschossiger Backsteinbau mit flachem Pultdach, gleichzeitig.                                                                      | D-5-63-000-1353 Wikidata | Wohnhaus                                                       |
| Theaterstraße 25 (Standort)                      | Mietshaus in Ecklage, ehemals mit Gaststätte „Zum Güldenstern“ | Dreigeschossiges Mansarddachbau mit reich gegliederter Sandsteinfassade, Zwerchhäusern und Turmhelm mit Eisenbalkonbrüstung über der abgeschrägten Ecke, Neurenaissance, von Adam Egerer, 1890. bauliche Gruppe mit Mathildenstraße 32. | D-5-63-000-1354 Wikidata | Mietshaus in Ecklage, ehemals mit Gaststätte „Zum Güldenstern“ |
| Theaterstraße 26 (Standort)                      | Wohnhaus                                                       | Dreigeschossiger traufseitiger Satteldachbau mit Sandsteinfassade, Sohlbankgesimsen und Stichbogentor, spätklassizistisch, von Konrad Jordan, 1867. | D-5-63-000-1355 Wikidata | Wohnhaus                                                       |
| Theaterstraße 27 (Standort)                      | Wohnhaus                                                       | Dreigeschossiger traufseitiger Satteldachbau mit Sandsteinfassade, Sohlbankgesims und Konsoltraufgesims, spätklassizistisch, von Wilhelm Schmidt, 1875/76; Rückflügel, zweigeschossiger, teils verputzter Backsteinbau mit Pultdach, letztes Viertel 19. Jahrhundert. | D-5-63-000-1356 Wikidata | Wohnhaus                                                       |
| Theaterstraße 29 (Standort)                      | Wohnhaus                                                       | Dreigeschossiger traufseitiger Satteldachbau mit Sandsteinfassade, Sohlbankgesims und Zahnschnittfries an der Traufe, spätklassizistisch, von Konrad Weber, 1875; bauliche Gruppe mit Theaterstraße 31. | D-5-63-000-1358 Wikidata | Wohnhaus                                                       |
| Theaterstraße 30 (Standort)                      | Wohnhaus                                                       | Dreigeschossiger traufseitiger Satteldachbau mit Sandsteinfassade, flachem Mittelrisalit, Lisenen und Rosettenfries an der Traufe, im Kern 1794, spätklassizistischer Umbau und Aufstockung von Johann Weithaas, 1865. | D-5-63-000-1359 Wikidata | Wohnhaus                                                       |
| Theaterstraße 31 (Standort)                      | Wohnhaus                                                       | Dreigeschossiger traufseitiger Satteldachbau mit Sandsteinfassade, Sohlbankgesims und Zahnschnittfries an der Traufe, spätklassizistisch, von Konrad Weber, 1875; bauliche Gruppe mit Theaterstraße 29. | D-5-63-000-1360          | Wohnhaus                                                       |
| Theaterstraße 32 (Standort)                      | Wohnhaus                                                       | Dreigeschossiger traufseitiger Satteldachbau mit Sandsteinfassade, Lisenengliederung und flach übergiebelter Mittelachse, spätklassizistisch, von Friedrich Schmidt, 1863, im Kern älter. | D-5-63-000-1361 Wikidata | Wohnhaus                                                       |
| Theaterstraße 33 (Standort)                      | Ehemaliges Lochnersches Gartenhaus, jetzt Wohnhaus             | Dreigeschossiger traufseitiger Satteldachbau mit hohem Sockelgeschoss in Sandsteinquadern, an der Straßenseite mit verputzten Fachwerk-Obergeschossen und Zwerchhäusern mit Fensterputzrahmen, an der Hofseite mit Fachwerk-Obergeschossen und Zwerchhäusern, an der Giebelseite mit angebautem polygonalem Treppenturm mit Sandsteinsockel und Zwiebelhaube, um 1700, klassizistisch umgebaut wohl um 1800, Turm bez. 1750.                                                  | D-5-63-000-1362 Wikidata | weitere Bilder                                                 |
| Theaterstraße 36 (Standort)                      | Ehemaliges Jüdisches Hospital, jetzt Wohnhaus                  | Freistehender dreigeschossiger Sandsteinquaderbau mit Walmdach, Sohlbankgesims und Stichbogenfenstern, spätklassizistisch, von Wilhelm Ney und Konrad Jordan, 1846, Aufstockung 1864, Dacherneuerung nach Brand von Adam Egerer, 1895; Vorgarten mit Bäumen, Mitte 19. Jahrhundert; Einfriedung, an Nordseite Sandsteinpfeiler und -mauer, an Ostseite Pfeilgitterzaun mit verputzten Sandsteinpfeilern, Nordseite wohl Mitte 19. Jahrhundert, Ostseite Ende 19. Jahrhundert. | D-5-63-000-1363 Wikidata | weitere Bilder                                                 |
| Theaterstraße 37 (Standort)                      | Mietshaus                                                      | Viergeschossiger traufseitiger Satteldachbau mit Sandsteinfassade und Konsoltraufgesims, Neurenaissance, von Wilhelm Horneber, 1885; bauliche Gruppe mit Eckhaus Marienstraße 38. | D-5-63-000-1621 Wikidata | Mietshaus                                                      |
| Theaterstraße 38 (Standort)                      | Mietshaus                                                      | Dreigeschossiger traufseitiger Satteldachbau mit Sandsteinfassade, Sohlbankgesimsen, Konsoltraufgesims und Zwerchhaus mit Dreiecksgiebel, spätklassizistisch, von Wilhelm Horneber, 1881; bauliche Gruppe mit Theaterstraße 40. | D-5-63-000-1364 Wikidata | Mietshaus                                                      |
| Theaterstraße 39 (Standort)                      | Mietshaus                                                      | Viergeschossiger traufseitiger Satteldachbau mit Sandsteinfassade und Konsoltraufgesims, Neurenaissance, von Johann Christoph Kißkalt, 1883/84; Rückflügel, zweigeschossiger Sandsteinbau mit Pultdach, gleichzeitig; bauliche Gruppe mit Eckhaus Marienstraße 39. | D-5-63-000-1365 Wikidata | Mietshaus                                                      |
| Theaterstraße 40 (Standort)                      | Mietshaus                                                      | Dreigeschossiger traufseitiger Satteldachbau mit Sandsteinfassade, Sohlbankgesimsen, Zahnschnittfries an der Traufe und breitem Zwerchhaus mit Dreiecksgiebel, spätklassizistisch, von Wolfgang Müller, 1881; Rückgebäude, viergeschossiger Sandsteinbau mit Pultdach und verputztem Erdgeschoss, wohl gleichzeitig, später aufgestockt; bauliche Gruppe mit Theaterstraße 38.                                                                                                | D-5-63-000-1366 Wikidata | Mietshaus                                                      |
| Theaterstraße 41 (Standort)                      | Wohnhaus                                                       | Dreigeschossiger Mansarddachbau mit Sandsteinfassade und Konsoltraufgesims, Neurenaissance, von Max Mayer, 1885/86. | D-5-63-000-1367 Wikidata | Wohnhaus                                                       |
| Theaterstraße 42 (Standort)                      | Mietshaus                                                      | Dreigeschossiger traufseitiger Satteldachbau mit Sandsteinfassade, Konsoltraufgesims und Rosettenfries an der Traufe, spätklassizistisch, von Johann Christoph Kißkalt, 1876/77; Rückgebäude, dreigeschossiger, teils verputzter Sandsteinbau mit Pultdach, letztes Viertel 19. Jahrhundert; bauliche Gruppe mit Theaterstraße 44. | D-5-63-000-1368 Wikidata | Mietshaus                                                      |
| Theaterstraße 43 (Standort)                      | Wohnhaus                                                       | Zweigeschossiger traufseitiger Sandsteinquaderbau mit Satteldach, Rosettenfries an der Traufe und flachem Mittelrisalit mit Zwerchhaus mit Dreiecksgiebel, spätklassizistisch, von Melchior Horneber, 1869; Rückgebäude, zweigeschossiger Sandsteinbau mit Pultdach und mittigem Zwerchhaus mit Flachgiebel, wohl letztes Viertel 19. Jahrhundert, moderner Dachausbau. | D-5-63-000-1369 Wikidata | Wohnhaus                                                       |
| Theaterstraße 44 (Standort)                      | Mietshaus                                                      | Dreigeschossiger traufseitiger Satteldachbau mit Sandsteinfassade, Konsoltraufgesims und Rosettenfries an der Traufe, spätklassizistisch, von Johann Christoph Kißkalt, 1876/77; bauliche Gruppe mit Theaterstraße 42. | D-5-63-000-1370          | Mietshaus                                                      |
| Theaterstraße 45 (Standort)                      | Wohnhaus                                                       | Zweigeschossiger traufseitiger Sandsteinquaderbau mit Satteldach, Sohlbankgesims und Konsoltraufgesims, spätklassizistisch, von Melchior Horneber, 1873. | D-5-63-000-1371 Wikidata | Wohnhaus                                                       |
| Theaterstraße 46 (Standort)                      | Mietshaus in Ecklage                                           | Dreigeschossiger Satteldachbau mit reich gegliederter Sandsteinfassade, Rosettenfries an der Traufe und Ziergiebel und Eisenbalkon an der abgeschrägten Ecke, spätklassizistisch, von Johann Christoph Kißkalt, 1878. | D-5-63-000-1372 Wikidata | weitere Bilder                                                 |
| Theaterstraße 47 (Standort)                      | Wohnhaus                                                       | Dreigeschossiger traufseitiger Satteldachbau mit Sandsteinfassade, Sohlbankgesims und Zahnschnittfries an der Traufe, spätklassizistisch, von Melchior Horneber, 1873/74, moderner Dachausbau 1956; Rückflügel, dreigeschossiger Sandsteinbau mit Pultdach und Zwerchgiebel, letztes Viertel 19. Jahrhundert, wohl später aufgestockt; bauliche Gruppe mit Theaterstraße 49.                                                                                                  | D-5-63-000-1373 Wikidata | Wohnhaus                                                       |
| Theaterstraße 48 (Standort)                      | Mietshaus                                                      | Viergeschossiger traufseitiger Satteldachbau mit Sandsteinfassade, rustiziertem Erdgeschoss und Konsoltraufgesims, Neurenaissance, von Wilhelm Horneber, 1886/87; Rückgebäude, dreigeschossiger Sandsteinbau mit Pultdach, gleichzeitig; bauliche Gruppe mit Theaterstraße 50 / 52 / 54 / 56 und Marienstraße 41 / 43. | D-5-63-000-1374 Wikidata | Mietshaus                                                      |
| Theaterstraße 49 (Standort)                      | Wohnhaus                                                       | Dreigeschossiger traufseitiger Satteldachbau mit Sandsteinfassade, Sohlbankgesimsen und Rosetten- und Zahnschnittfries an der Traufe, spätklassizistisch, von Melchior Horneber, 1873/74, Dachausbau 1956; bauliche Gruppe mit Theaterstraße 47. | D-5-63-000-1375 Wikidata | Wohnhaus                                                       |
| Theaterstraße 50 (Standort)                      | Mietshaus                                                      | Viergeschossiger traufseitiger Satteldachbau mit Sandsteinfassade, rustiziertem Erdgeschoss und Konsoltraufgesims, Neurenaissance, von Wilhelm Horneber, 1886/87; Rückgebäude, zweiflügeliger, zweigeschossiger verputzter Sandsteinbau mit Pultdach und Aufzugsgaube, gleichzeitig; bauliche Gruppe mit Theaterstraße 48 / 52 / 54 / 56. | D-5-63-000-1376          | Mietshaus                                                      |
| Theaterstraße 52 (Standort)                      | Mietshaus                                                      | Viergeschossiger traufseitiger Satteldachbau mit Sandsteinfassade, rustiziertem Erdgeschoss und Zahnschnittfries an der Traufe, Neurenaissance, von Wilhelm Horneber, 1886/87; bauliche Gruppe mit Theaterstraße 48 / 50 / 54 / 56. | D-5-63-000-1725 Wikidata | Mietshaus                                                      |
| Theaterstraße 54 (Standort)                      | Mietshaus                                                      | Viergeschossiger traufseitiger Satteldachbau mit Sandsteinfassade, rustiziertem Erdgeschoss und Zahnschnittfries an der Traufe, Neurenaissance, von Wilhelm Horneber, 1886/87; Rückgebäude, ehemals Metallspiegelfabrik, zweiflügeliger, zweigeschossiger Sandsteinbau mit Mansarddach, gleichzeitig; Remise, erdgeschossiger, teils verputzter Ziegelbau mit Pultdach, letztes Viertel 19. Jahrhundert; bauliche Gruppe mit Theaterstraße 48 / 50 / 52 / 56.                 | D-5-63-000-1726 Wikidata | BW                                                             |
| Theaterstraße 56 (Standort)                      | Mietshaus                                                      | Viergeschossiger traufseitiger Satteldachbau mit Sandsteinfassade, rustiziertem Erdgeschoss und Zahnschnittfries an der Traufe, Neurenaissance, von Wilhelm Horneber, 1888–90; bauliche Gruppe mit Theaterstraße 48 / 50 / 52 / 54. | D-5-63-000-1727 Wikidata | Mietshaus                                                      |

## Theresienstraße
| Lage                                         | Objekt                                                                | Beschreibung | Akten-Nr.                | Bild                                               |
| -------------------------------------------- | --------------------------------------------------------------------- | --- | ------------------------ | -------------------------------------------------- |
| Theresienstraße 1 (Standort)                 | Berolzheimerianum, ehemaliges Volksbildungshaus, jetzt Theatergebäude | Asymmetrischer Gruppenbau mit reich gegliederten Putzfassaden und Sandsteinsockel, im Süden dreigeschossiger Saalbau mit Satteldach, leicht geschweiften Giebeln und Zwerchhäusern, im Norden zweigeschossiger Eingangsbau mit Walmdach und Seitenrisalit mit Zwerchgiebel, Jugendstil-Formen, von Otto Holzer mit Alfred Ammon und Josef Zizler, 1904–1906, 1950–52 z. T. vereinfacht wiederhergestellt; Einfriedung, Sandsteinmauer mit Pfeilern im Winkel zwischen Saalbau und Eingangsbau sowie Toreinfahrt südlich des Saalbaus, gleichzeitig. | D-5-63-000-1377 Wikidata | weitere Bilder                                     |
| Theresienstraße 2 (Standort)                 | Mietshaus                                                             | Dreigeschossiger traufseitiger Mansarddachbau mit Sandsteinfassade und stichbogiger Tordurchfahrt, Neurenaissance, von Konrad Weber, 1878/79. | D-5-63-000-1378 Wikidata | Mietshaus                                          |
| Theresienstraße 3 (Standort)                 | Ehemaliges Bundesbahn-Betriebsamt                                     | Dreigeschossiger traufseitiger Satteldachbau mit Sandsteinfassade, verputzter Giebelseite mit Stufengiebel, rustiziertem Erdgeschoss, mit Balkone ausbildenden Fassadenrücksprüngen, Zwerchgiebel und turmartige, polygonale Zwerchhäusern mit Helm, in reduziert historisierenden Formen, von Hans Wicklein, bez. 1908; Rundbogentor, Sandsteinquader, gleichzeitig. | D-5-63-000-1379 Wikidata | Ehemaliges Bundesbahn-Betriebsamt                  |
| Theresienstraße 4 (Standort)                 | Mietshaus                                                             | Viergeschossiger traufseitiger Satteldachbau mit reich gegliederter Sandsteinfassade, rustiziertem Erdgeschoss und Mittelerker mit aufgesetztem, geschweiftem Eisengitterbalkon, Neurenaissance, von Georg Müller, 1904; bauliche Gruppe mit Theresienstraße 6 / 8 / 10 und Eckhaus Ottostraße 25. | D-5-63-000-1380 Wikidata | Mietshaus                                          |
| Theresienstraße 6 (Standort)                 | Mietshaus                                                             | Viergeschossiger traufseitiger Satteldachbau mit reich gegliederter Sandsteinfassade, rustiziertem Erdgeschoss und zwei Erkern mit mittigem, geschweiftem Eisengitterbalkon, Neurenaissance, von Georg Müller, 1904; Rückgebäude, zweigeschossiger Sandstein- und Ziegelbau mit Pultdach, gleichzeitig; bauliche Gruppe mit Theresienstraße 4 / 8 / 10 und Eckhaus Ottostraße 25. | D-5-63-000-1731 Wikidata | Mietshaus                                          |
| Theresienstraße 8 (Standort)                 | Mietshaus                                                             | Viergeschossiger traufseitiger Satteldachbau mit reich gegliederter Sandsteinfassade, rustiziertem Erdgeschoss und zwei Erkern mit aufgesetzten, geschweiften Eisengitterbalkonen, Neurenaissance, von Georg Müller, 1903/04; bauliche Gruppe mit Theresienstraße 4 / 6 / 10 und Eckhaus Ottostraße 25. | D-5-63-000-1732 Wikidata | Mietshaus                                          |
| Theresienstraße 9 / Ottostraße 27 (Standort) | Ehemaliges Verwaltungsgebäude der Stadtwerke Fürth                    | Siehe Ottostraße 27. | D-5-63-000-1069 Wikidata | Ehemaliges Verwaltungsgebäude der Stadtwerke Fürth |
| Theresienstraße 10 (Standort)                | Mietshaus                                                             | Viergeschossiger traufseitiger Satteldachbau mit reich gegliederter Sandsteinfassade, rustiziertem Erdgeschoss und Mittelerker mit aufgesetztem, geschweiftem Eisengitterbalkon, Neurenaissance, von Georg Müller, 1903; bauliche Gruppe mit Theresienstraße 4 / 6 / 8 und Eckhaus Ottostraße 25. | D-5-63-000-1733 Wikidata | Mietshaus                                          |
| Theresienstraße 11 (Standort)                | Jahnhalle, städtische Turnhalle                                       | Dreigeschossiger Putzbau mit Walmdach, erhöhtem Mittelrisalit und Sandsteingliederung, in reduziert barockisierenden Formen, von Hermann Herrenberger, 1927/28; an Hoffassade zwei Steinfiguren, von Karl Bösecker und Theodor Linz, gleichzeitig. | D-5-63-000-1381 Wikidata | Jahnhalle, städtische Turnhalle                    |
| Theresienstraße 12 (Standort)                | Wohnhaus, jetzt Bäckerinnung                                          | Viergeschossiger traufseitiger Satteldachbau mit zum Teil vereinfachter Sandsteinfassade, rustiziertem Erdgeschoss, Konsoltraufgesims und Mittelerker mit Balkonbrüstung, Neurenaissance, von Max Mayer, 1885; im Vestibül Kriegergedächtnistafel der Bäckerinnung, um 1920; Rückgebäude, ein- bis zweigeschossiger Backsteinbau mit Pultdach und Werksteingliederung, gleichzeitig. | D-5-63-000-1382 Wikidata | Wohnhaus, jetzt Bäckerinnung                       |
| Theresienstraße 16 (Standort)                | Mietshaus                                                             | Dreigeschossiger traufseitiger Mansarddachbau mit Sandsteinfassade, rustiziertem Erdgeschoss und Zahnschnittfries an der Traufe, Neurenaissance, von Wilhelm Horneber, 1891; bauliche Gruppe mit Theresienstraße 18 / 20 / 22 / 24 / 26. | D-5-63-000-1383 Wikidata | Mietshaus                                          |
| Theresienstraße 17 (Standort)                | Wohnhaus in Ecklage                                                   | Freistehender, zweigeschossiger Sandsteinbau mit Satteldach, Lisenengliederung, Zahnschnittfries und je zwei Büsten an den Giebeln, spätklassizistisch, 1872. | D-5-63-000-1384 Wikidata | Wohnhaus in Ecklage                                |
| Theresienstraße 18 (Standort)                | Mietshaus                                                             | Dreigeschossiger traufseitiger Mansarddachbau mit Sandsteinfassade, rustiziertem Erdgeschoss und Konsoltraufgesims, Neurenaissance, von Wilhelm Horneber, 1885; bauliche Gruppe mit Theresienstraße 16 / 20 / 22 / 24 / 26. | D-5-63-000-1728 Wikidata | Mietshaus                                          |
| Theresienstraße 20 (Standort)                | Mietshaus                                                             | Dreigeschossiger traufseitiger Mansarddachbau mit Sandsteinfassade, rustiziertem Erdgeschoss und Konsoltraufgesims, Neurenaissance, von Wilhelm Horneber, 1883–85; Rückgebäude, zweigeschossiger Sandsteinbau mit Mansarddach, gleichzeitig; bauliche Gruppe mit Theresienstraße 16 / 18 / 22 / 24 / 26. | D-5-63-000-1729 Wikidata | Mietshaus                                          |
| Theresienstraße 22 (Standort)                | Mietshaus                                                             | Dreigeschossiger traufseitiger Mansarddachbau mit Sandsteinfassade, rustiziertem Erdgeschoss, Zahnschnittfries an der Traufe und Erker mit Balkonbrüstung, Neurenaissance, von Wilhelm Horneber, 1890/91; Rückgebäude, zweigeschossiger Sandsteinbau mit Mansarddach, gleichzeitig; bauliche Gruppe mit Theresienstraße 16 / 18 / 20 / 24 / 26. | D-5-63-000-1730 Wikidata | Mietshaus                                          |
| Theresienstraße 24 (Standort)                | Mietshaus                                                             | Viergeschossiger traufseitiger Satteldachbau mit Sandsteinfassade, rustiziertem Erdgeschoss, Zahnschnittfries an der Traufe und Erker mit Balkonbrüstung, Neurenaissance, von Wilhelm Horneber, 1890/91; bauliche Gruppe mit Theresienstraße 16 / 18 / 20 / 22 / 26. | D-5-63-000-1385 Wikidata | Mietshaus                                          |
| Theresienstraße 25 (Standort)                | Gasthaus „Bellevue“                                                   | Freistehender, zweigeschossiger Sandsteinquaderbau mit Walmdach, klassizistisch, von Johann Löhr und Jakob Rietheimer, 1838, Aufstockung 1843, südliche Fassadenerneuerung von Adam Egerer, 1901. | D-5-63-000-1386 Wikidata | weitere Bilder                                     |
| Theresienstraße 26 (Standort)                | Mietshaus in Ecklage                                                  | Viergeschossiger Satteldachbau mit Sandsteinfassade, rustiziertem Erdgeschoss, Zahnschnittfries an der Traufe und Erker mit Balkonbrüstung an der abgeschrägten Ecke, Neurenaissance, von Wilhelm Horneber, 1888/89; bauliche Gruppe mit Hirschenstraße 53 und Theresienstraße 16 / 18 / 20 / 22 / 24. | D-5-63-000-1387 Wikidata | Mietshaus in Ecklage                               |
| Theresienstraße 26a (Standort)               | Mietshaus in Ecklage                                                  | Dreigeschossiger Mansarddachbau mit Sandsteinfassade, Zahnschnittfries an der Traufe und Erker mit Balkonbrüstung an der abgeschrägten Ecke, Neurenaissance, von Wilhelm Horneber, 1891; bauliche Gruppe mit Hirschenstraße 50. | D-5-63-000-1388 Wikidata | Mietshaus in Ecklage                               |
| Theresienstraße 28 (Standort)                | Mietshaus                                                             | Dreigeschossiger Mansarddachbau mit Sandsteinfassade, rustiziertem Erdgeschoss und Zahnschnittfries an der Traufe, Neurenaissance, von Wilhelm Horneber, vor 1889; Rückgebäude, zweigeschossiger Sandsteinbau mit Mansarddach, gleichzeitig. | D-5-63-000-1389 Wikidata | BW                                                 |
| Theresienstraße 30 (Standort)                | Ehemalige Krippenanstalt und Kinderspital                             | Dreigeschossiger Satteldachbau mit durch Pilaster gegliederter Sandsteinfassade, rustiziertem Erdgeschoss und Zahnschnittfries an der Traufe, Neurenaissance von Josef Bleschart, 1873–83. | D-5-63-000-1390 Wikidata | BW                                                 |
| Theresienstraße 31 (Standort)                | Mietshaus                                                             | Viergeschossiger traufseitiger Satteldachbau mit Sandsteinfassade, Mittelerker, Dachgauben mit Spitzhelmen und Zwerchhaus mit Volutengiebel, in Neurenaissance-Formen, von Adam Egerer, 1900; bauliche Gruppe mit Theresienstraße 33. | D-5-63-000-1391 Wikidata | BW                                                 |
| Theresienstraße 33 (Standort)                | Mietshaus                                                             | Viergeschossiger traufseitiger Satteldachbau mit Sandsteinfassade mit Erker, Zwerchhaus mit Volutengiebel und Holzgauben, Neu-Nürnberger-Stil, wohl von Adam Egerer, 1900; Rückgebäude, dreigeschossiger Backsteinbau mit Pultdach, gleichzeitig; bauliche Gruppe mit Theresienstraße 31. | D-5-63-000-1392 Wikidata | BW                                                 |
| Theresienstraße 35 (Standort)                | Mietshaus                                                             | Viergeschossiger traufseitiger Satteldachbau mit Putzfassade, Sandsteinerdgeschoss, Zwerchhaus mit Walmdach, Erker und Stuckdekor, Spätjugendstil, von Peringer und Rogler, 1909; bauliche Gruppe mit Theresienstraße 37. | D-5-63-000-1393 Wikidata | BW                                                 |
| Theresienstraße 37 (Standort)                | Mietshaus in Ecklage                                                  | Dreiseitig freistehender, viergeschossiger Satteldachbau mit Putzfassade, Sandsteinerdgeschoss, Erkern und Dachausbauten, Spätjugendstil, von Peringer und Rogler, 1909/10; bauliche Gruppe mit Theresienstraße 35. | D-5-63-000-1394 Wikidata | BW                                                 |
| Theresienstraße 42 (Standort)                | Mietshaus in Ecklage                                                  | Viergeschossiger Satteldachbau mit Putzfassade, rustiziertem Sandsteinerdgeschoss, weit vorkragender Traufe, polygonalem Eckerker, Erker im Süden und Stuckdekor, Spätjugendstil, von Peringer und Rogler, 1911; bauliche Gruppe mit Pfisterstraße 41 / 43. | D-5-63-000-1395 Wikidata | Mietshaus in Ecklage                               |
| Theresienstraße 44 (Standort)                | Mietshaus in Ecklage                                                  | Dreiseitig freistehender, viergeschossiger Mansardwalmdachbau mit Putzfassaden, Polygonalerkern, Stuckdekor und Zwerchhaus mit Dreiecksgiebel und Walmdach, Spätjugendstil, von Peringer und Rogler, 1910/11; Anbau, erdgeschossiger Putzbau mit darüber befindlicher Terrasse, gleichzeitig; | D-5-63-000-1396 Wikidata | Mietshaus in Ecklage                               |

## Traubenhof
| Lage                         | Objekt   | Beschreibung | Akten-Nr.                | Bild           |
| ---------------------------- | -------- | --- | ------------------------ | -------------- |
| Traubenhof 1 (Standort)      | Wohnhaus | Zweigeschossiger Satteldachbau mit massivem, verputztem Erdgeschoss und verkleidetem, giebelseitig über Sandsteinkonsolen vorkragendem Fachwerkobergeschoss und -giebel, 17./18. Jahrhundert, 1877/78 teilweise im Inneren umgebaut; Teil des Ensembles Altstadt. | D-5-63-000-1397 Wikidata | Wohnhaus       |
| Traubenhof 3 / 3a (Standort) | Wohnhaus | Langgestreckter, zweigeschossiger und traufseitiger Sandsteinquaderbau mit Mansarddach und hoher Aufzugsgaube, wohl um 1800; Teil des Ensembles Altstadt. | D-5-63-000-1398 Wikidata | BW             |
| Traubenhof 4 (Standort)      | Wohnhaus | Hakenförmiger zweigeschossiger Putzbau mit Satteldach, 18. Jahrhundert, neuklassizistische Putz-Fensterrahmungen um 1911; Gedenktafel für Johann Georg Schuh, Bronze; Teil des Ensembles Altstadt.                                                                | D-5-63-000-1399 Wikidata | weitere Bilder |

## Turnstraße
| Lage                    | Objekt               | Beschreibung | Akten-Nr.                | Bild                 |
| ----------------------- | -------------------- | --- | ------------------------ | -------------------- |
| Turnstraße 1 (Standort) | Mietshaus in Ecklage | Viergeschossiger Satteldachbau mit reich gegliederter Sandsteinfassade und Erker und Zwerchgiebel an der abgeschrägten Ecke, Neurenaissance, von Georg Kißkalt, bez. 1893; bauliche Gruppe mit Turnstraße 3 und Amalienstraße 10.                                                           | D-5-63-000-1400 Wikidata | Mietshaus in Ecklage |
| Turnstraße 3 (Standort) | Mietshaus            | Viergeschossiger traufseitiger Satteldachbau mit reich gegliederter Sandsteinfassade mit Gusseisen-Loggia, Neurenaissance, von Georg Kißkalt, 1893/94; Rückflügel, dreigeschossiger Backsteinbau mit Pultdach, gleichzeitig; bauliche Gruppe mit Eckhaus Turnstraße 1 und Amalienstraße 10. | D-5-63-000-1401 Wikidata | Mietshaus            |
| Turnstraße 5 (Standort) | Mietshaus            | Viergeschossiger Mansarddachbau mit Sandsteinfassade mit Blendmaßwerkdekor und Giebelgauben, im Neu-Nürnberger-Stil, von G. Wilfert und Fritz Grünbauer, 1901/02. | D-5-63-000-1402 Wikidata | Mietshaus            |
| Turnstraße 7 (Standort) | Mietshaus in Ecklage | Fünfgeschossiger Satteldachbau mit Sandsteinfassade und Erkern, in historisierend-jugendstiligen Formen, von Ebert und Müller, 1907. | D-5-63-000-1622 Wikidata | Mietshaus in Ecklage |